# Vaalbara
Vaalbara a fost un supercontinent format cu aproximativ 3300 de milioane de ani în urmă. Format în Era Paleoarchean, din  Eonul Arhaic, suprafața acestui supercontinent era de aproximativ 4,9 milioane de km2, cât jumătate din cea a Europei. Supercontinentul a durat circa 229 de milioane de ani și, din punct de vedere geologic, trei sferturi din acesta era format din bucăți actuale ale  Africii, iar restul din bucăți actuale ale Australiei.

## Era geologică
Din punct de vedere geologic, Vaalbara a existat în timpul a două ere importante: Era Paleoarcheanului și Era Mesoarcheanului⁠(d).        

## Legături externe
- https://www.google.com/search?q=brainly&oq=brainly&aqs=chrome..69i57j69i60l3j0l2.2237j0j8&sourceid=chrome&ie=UTF-8
- https://www.google.com/search?ei=eSaBXNiRErLmrgTCk6LoDg&q=dexonline+ro&oq=dexonline&gs_l=psy-ab.1.0.0i131j0l9.1387.4437..6702...1.0..0.205.1207.0j7j2......0....1..gws-wiz.....6..0i71j35i39j0i67j0i131i67j0i10._eOPtQOZiEw
- https://www.google.com/search?ei=iCaBXJP_DMnMrgSmw5ioAg&q=google&oq=google&gs_l=psy-ab.3..35i39l2j0i131i67j0i67j0l2j0i67j0j0i67j0.41414.43356..43481...1.0..0.184.722.0j5......0....1..gws-wiz.....6..0i71j0i131j0i10i67.7lDUe1G-pAU
- https://www.youtube.com/watch?v=ovT90wYrVk4